# دریاچه امید

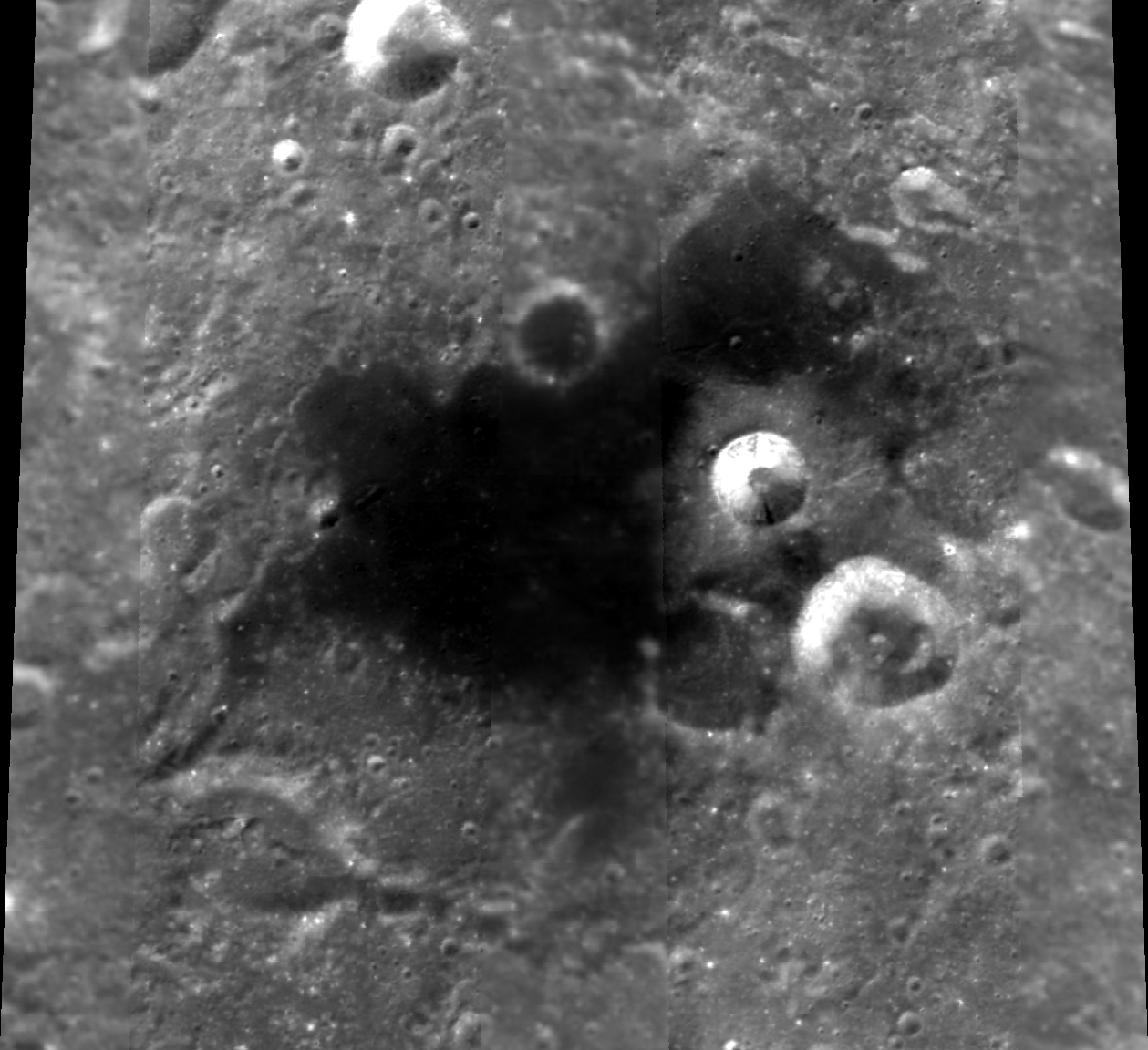
دریاچه امید.

دریاچهٔ امید (به لاتین: Lacus Spei) دریاچه‌وار کوچکی است بر روی کرهٔ ماه.
دریاچهٔ امید در بخش شمال شرقی سمت پیدای ماه واقع شده‌است. در شمال آن دهانه مرکوریوس و در غرب-جنوب غربی آن دهانه شوماخر قرار گرفته‌است.
مختصات ماه‌نگاشتی آن ۴۳٫۰° شمالی و ۶۵٫۰° شرقی است و قطر آن ۸۰ کیلومتر است.